# C'était le 12 du 12 et Chili avait les blues
C'était le 12 du 12 et Chili avait les blues è un film del 1993 diretto da Charles Binamé.
Pellicola drammatica prodotta in Québec (Canada) da Louise Gendron e Josée Mauffette per la società Les Productions du Cerf con un budget di 2,5 milioni di dollari.
Distribuito in Canada a cura della Alliance Vivafilm ed uscito in sala il 9 settembre 1994 è anche conosciuto con il titolo Chili's Blues.

## Trama
Il 12 dicembre 1963, in una stazione ferroviaria a Montréal i passeggeri sono bloccati a causa di una tormenta di neve. La stazione gradualmente si riempie di gente, a causa del ritardo dei treni. In un treno, Pierre-Paul Roy Dupuis assistente alle pulizie del treno, scopre nella toilette degli uomini una giovane studentessa, Chilie Lucie Laurier,  sull'orlo del suicidio. Pierre-Paul va a cercare aiuto ma quando torna la ragazza è scomparsa; preoccupato per lei decide d'impegnarsi a ritrovarla. Frustrato per non aver successo nelle ricerche della ragazza e considerato un pervertito per quel vano allarme, Pierre-Paul sta per rinunciare quando finalmente riesce a trovare Chilie. A questo punto Pierre-Paul, dall'animo da boy scout, decide di fare compagnia alla ragazza durante le lunghe ore di attesa per poterla consolare.
Questo incontro conduce ad uno scorrere di flashback e rivelazioni che gradualmente, in un ripostiglio, portano Chilie a scoprire il lato umoristico di Pierre-Paul ed a scoprire il nascente affetto tra i due giovani.

## Colonna sonora
- Volare di Domenico Modugno e Franco Migliacci, cantata da Normand Chouinard.
- It's My Party (And I'll Cry if I Want To) di Wally Gold, John Gluck e Herb Weiner, cantata da Lesley Gore.
- Losing You di Jean Renard e Carl Sigman, cantata da Brenda Lee
- Theme dalla serie tv The Twilight Zone, scritta da Marius Constant.